# Pudu puda
Il pudu comune o pudu meridionale (Molina, 1782) è una piccola specie di cervide diffusa in Patagonia, precisamente nella zona dell'isola di Chiloé fino a poco oltre il confine con l'Argentina. Il suo nome viene dalla parola che gli indios Mapuche usano per indicare questo animale, pudù.

## Descrizione
Misura al massimo 85 cm di lunghezza e 38 cm d'altezza al garrese, per un peso di 10-15 kg: questo ne fa uno dei più piccoli cervidi viventi, sorpassato solo dal congenere Pudu mephistophiles e da alcune specie di muntiacini.
Il colore è bruno, con sfumature tendenti al rosso o al verde oliva: la zona intorno alla bocca ed all'interno delle orecchie è color arancio, mentre la gola e la zona ventrale sono bianco-giallastri.
Le femmine ed i cuccioli presentano macchie gialle sulla groppa. I maschi, invece, presentano un paio di corna senza ramificazioni, lunghe al massimo una decina di centimetri, che vengono cambiate annualmente in giugno.

## Riproduzione

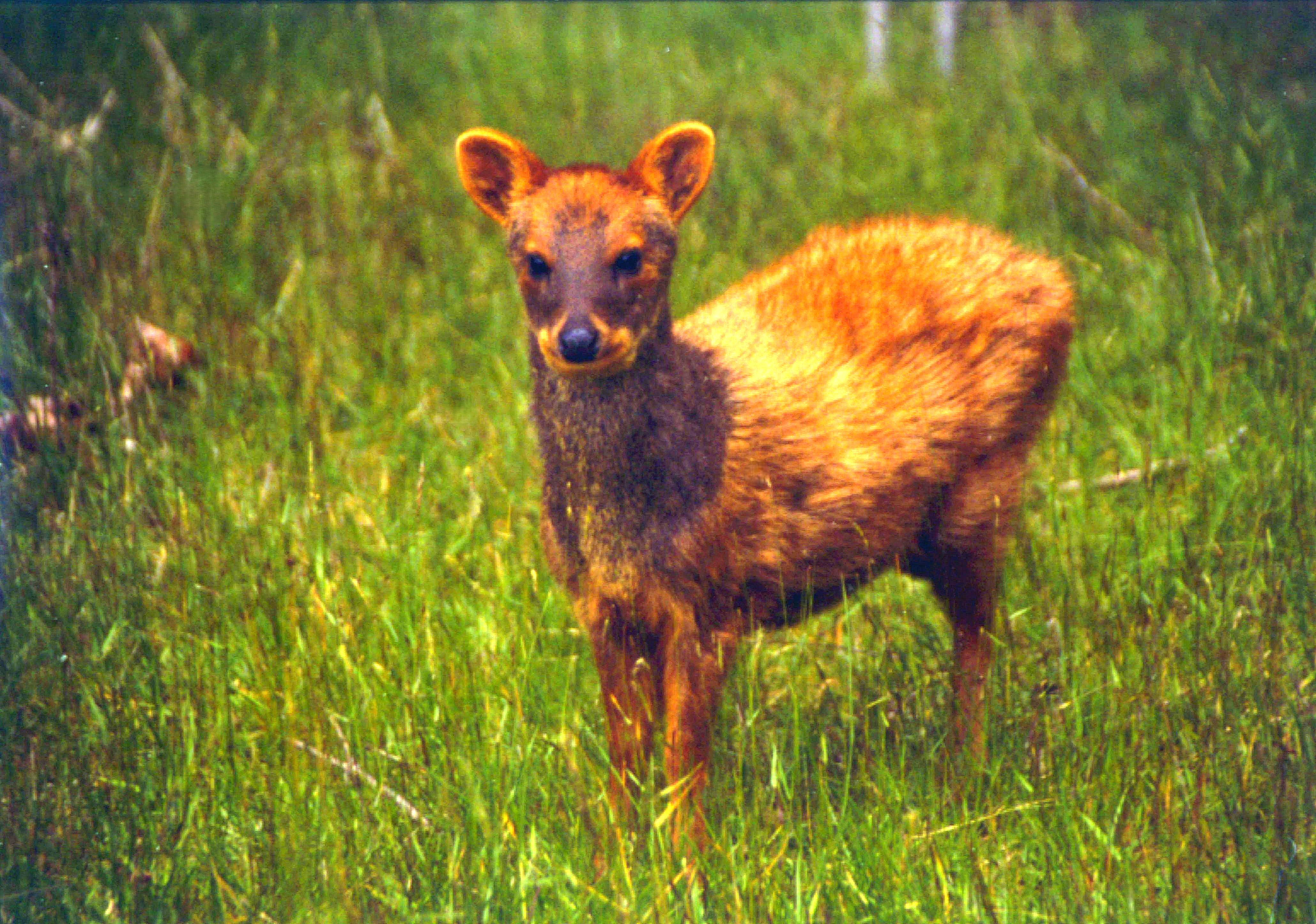
Pudu femmina, Provincia di Llanquihue.

È durante il cambio delle corna che avviene l'accoppiamento: dopo 7 mesi di gestazione, i cuccioli nascono in primavera. Restano con la madre fino al completo sviluppo (3 mesi d'età), poi vanno per la propria strada.
Un pudu può vivere circa 10 anni.

## Biologia
I pudu sono più attivi nel tardo pomeriggio fino al tramonto, e all'alba. Spesso si rizzano sulle zampe posteriori o salgono su tronchi caduti e rocce per raggiungere i succosi germogli delle piante di cui si nutre e da cui ricava gran parte del fabbisogno idrico: può stare infatti per lunghi periodi senza bere, ricavando l'acqua necessaria dalle piante di cui si nutre.
Spesso interrompe la sua attività per annusare l'aria in modo da recepire eventuali predatori nelle vicinanze.
È un animale sedentario che definisce un proprio territorio, all'interno del quale si sposta percorrendo sempre gli stessi itinerari: tuttavia, in caso di pericolo fugge andando a zig-zag per disorientare l'aggressore. I suoi giacigli possono essere facilmente trovati perché spesso posti nelle immediate vicinanze dei cumuli di sterco di questi animali.